# Friedrich Grotjahn
Friedrich Grotjahn (* 3. April 1935 in Hary, Bockenem, Niedersachsen) ist ein deutscher Schriftsteller und Theologe.

## Werdegang
Friedrich Grotjahn sagt von sich, er habe zwei Leben.
- Das Leben bis 1991: Studium der Theologie und anschließend Tätigkeiten in verschiedenen kirchlichen Arbeitsfeldern aktiv: als Studentenpfarrer in Braunschweig (1968–1973), danach Generalsekretär der Evangelischen Studentengemeinden in der Bundesrepublik und Westberlin in Stuttgart (1973–1982), Mitarbeiter am Aufbau eines internationalen Studentenprojekts in Norwegen (1985–1987)
- Das Leben seit 1991: Das Ausscheiden aus dem kirchlichen Dienst, Arbeit als Zeitschriftenredakteur bei „Evangelische Aspekte“[2] (1991–1995); als Literaturpädagoge bei „Kreatives Schreiben“, heute vorwiegend als Hörfunk- und Buchautor, was er auch schon davor praktiziert hat.

Grotjahn ist Mitglied im Verband deutscher Schriftsteller (VS) und der Europäischen Autorenvereinigung Die Kogge. Er wohnt in Bochum.

## Veröffentlichungen
Eigenständige Veröffentlichungen
- Geschichten von Pastor Schäfer (dreimal aufgelegt): (1) Der weiße Neger wunderbar, Radius/Stuttgart 1989; (2) Die Braut sagte Nein, Herder/Freiburg 1993; (3) Gottes Schuhgröße, Agentur Bülbül/Bochum 2001
- Die dritte Tafel / Trois plaques commemoratives, Erzählung, deutsch/französisch; edition sisyphos, Köln 1997
- Der Geschmack von Messing, Roman, Radius/Stuttgart 2001
- Eine Gerechte, Erzählung, mit Holzschnitten von Horst Dieter Gölzenleuchter, Edition Wort und Bild/Bochum 2002
- Das ausgesetzte Buch, Erzählungen, mit Holzschnitten von Horst Dieter Gölzenleuchter, Edition Wort und Bild/Bochum 2005
- „Ich habe mir geschworen, nicht zu schweigen“ – Die Lebensgeschichte der Eva Bormann, Lutherisches Verlagshaus, Hannover 2006
- Eine Gerechte und Zwei Schwestern, zwei Erzählungen, mit einem Vorwort von Hugo Ernst Käufer und Tuschzeichnungen von Horst Dieter Gölzenleuchter. Brockmeyer Verlag / Bochum (September) 2009
- Hörbuch (zusammen mit Anna Barbara Hagin): Nikolaus und Weihnachtsmann und andere himmlische Interviews. Herder Verlag – in Zusammenarbeit mit dem SüdwestRundfunk – Freiburg (Oktober) 2009
- Helga im Kamin – und andere Geschichten; mit Pinselzeichnungen von Horst Dieter Gölzenleuchter, Brockmeyer Verlag, Bochum 2011
- Ein Grab in Casablanca, Roman, Projektverlag, Bochum/Freiburg 2013, ISBN 978-3-89733-291-1
- Ameisen in der Stadt. Roman. Projektverlag, Bochum/Freiburg 2016, ISBN 978-3-89733-409-0.

Herausgabe
- Schmerz – Erfahrungen und Hilfen, Burckhardthaus-Laetare Verlag, Offenbach 1984
- Hingehen nach Galiläa – Ökumenische Theologie in der Bundesrepublik (zusammen mit Hans Martin Gutmann), edition liberación, Münster 1989
- Tretet aus euren Schuhen – Wege im Friedensdienst der Älteren (zusammen mit Rüdiger Mack), Komzi Verlag, Idstein, o. J.
- Schnittwege, Hommage an Horst-Dieter Gölzenleuchter zum 65. Geburtstag (zusammen mit Hugo Ernst Käufer), Brockmeyer Verlag, Bochum 2009
- Die Briefe, meine, lasest du im Schlaf, Lyrik und Prosa, Russisch und Deutsch (im Namen der „Bochumer Literaten“ zusammen mit Heide Rieck), Brockmeyer Verlag, Bochum 2011

Hörfunk
- Seit 1991 etwa 120 Features über Themen aus Kultur, Literatur, Religion in allen deutschen Sendern.

## Rezeption
Zum Roman Ameisen in der Stadt:
„Es geht um den (fiktiven) Ameisenzüchter und SS-Offizier Karl Stiefel. Was er zu Lebzeiten tat, zeigt Wirkung in der Gegenwart. Denn nun treten die Ameisen (...) auf den Plan und kreuzen wie eine Ameisenstraße Stiefels Lebensweg und den Weg jener, die auf die Nazi-Schergen folgen.“